# 몬로비아양쥐돔
몬로비아양쥐돔(Acanthurus monroviae)은 양쥐돔목 양쥐돔과의 어류이다. 몸길이는 최대 37cm의 중형어류에 속한다.

## 특징과 먹이
몬로비아양쥐돔은 몸의 전체에 대부분이 청록색으로 되어 있으며 가슴지느러미를 제외한 지느러미의 끝자락이 검은색을 띄고 있는 물고기이다. 꼬리지느러미의 부근에는 노란색의 줄무늬를 띄고 있고 가슴지느러미는 노란색을 띄고 있는 물고기이다. 눈은 머리에 가까이 붙어 있는 물고기이며 전체적으로 아름다운 색을 발산하는 물고기라서 바닷물고기 중에 관상어로도 인기가 많은 어종이다. 아쿠아리움에서도 많이 찾아볼 수가 있는 물고기이다. 먹이로는 새우와 같은 갑각류, 해파리, 해조류를 모두 먹는 잡식성물고기이다.

## 서식지
몬로비아양쥐돔의 주요서식지는 대서양과 지중해이며 수심 0~50m의 산호초나 해조류가 많은 암초지대에 주로 서식하는 표해수대의 어류이다. 브라질에 특히 많은 개체수가 서식하고 있는 물고기이다.

## 같이 보기
- 양쥐돔목
- 양쥐돔과